# Ștefan Georgescu-Gorjan
Ștefan Georgescu-Gorjan (n. 1 septembrie 1905 – d. 5 martie 1985) a fost un inginer structuralist român, care este cel mai bine cunoscut ca șef al proiectului realizării Coloanei Infinitului parte a Ansamblului Monumental din Târgu Jiu al sculptorului Constantin Brâncuși. Brâncuși însuși admira profesionalismul lui Georgescu-Gorjan fiind impresionat de inovațiile tehnologice și structurale pe care acestea le-a încorporat în realizarea efectivă a Coloanei.
Coloana a fost turnată în fontă în septembrie 1937 la Atelierele Centrale din Petroșani, cunoscute la vremea respectivă sub acronimul ACP. Ștefan Georgescu-Gorjan era coordonatorul proiectului, având la dispoziție o echipă deosebit de valoroasă. Astfel, proiectul de execuție și calculele au fost făcute de inginerul Nicolae Hasnaș, execuția stâlpului central a fost coordonată de maistrul-șef Ion Romoșan iar execuția modelului în lemn al mărgelelor (denumirea pe care Brâncuși o dăduse octaedrilor) a fost făcută de maistrul tâmplar Carol Flisec în colaborare directă cu Brâncuși, care sosise de la Paris special pentru a supraveghea turnarea coloanei și bunul mers al progresului lucrărilor de realizare a Coloanei Infinitului.
A înființat Editura Gorjan, în care a publicat, singur sau în colaborare, mai multe cărți:
- Principii de electrotehnică, Ediția IV, septembrie 1943
- Bobinările mașinilor electrice
- Minunata poveste a electronului
- Aplicațiile electricității în industria carboniferă, Editura IRE, 1933
- Electricitatea în gospodăria noastră, colecția Cunoștințe folositoare, 1940
- Cartea ucenicului mecanic și turnător - colaborare cu ing. E. Mareș
- Cartea minerului, 1940 - colaborare cu ing. A. Buttu
- Manualul instalatorului electrician. Adaptare
- Fizica și chimia pentru tehnicieni. Adaptare
- Radiotehnică. vol. I-V, colecția Practică Gorjan
  - Radiotehnică. Principii, vol. I
  - Radiotehnică. Principii, vol.II
  - Radiotehnică. Antene, unde, redresori
  - Radiotehnică. Amplificatori de înaltă și joasă frecvență
  - Radiotehnică. Emițători și receptori moderni